# 斯特凡·克罗克
斯特凡·克罗克（瑞典語：Stefan Krook，1950年10月1日—），瑞典男子帆船运动员。他曾代表瑞典参加1972年夏季奥林匹克运动会帆船比赛，获得一枚银牌。